# Medaeops
Medaeops is een geslacht van kreeftachtigen uit de klasse van de Malacostraca (hogere kreeftachtigen).

## Soorten
- Medaeops edwardsi Guinot, 1967
- Medaeops gemini Davie, 1997
- Medaeops granulosus (Haswell, 1882)
- Medaeops merodontos Davie, 1997
- Medaeops neglectus (Balss, 1922)
- Medaeops potens Mendoza, Chong & Ng, 2009
- Medaeops serenei Ng & McLay, 2007